# Стеблин, Александр Яковлевич
Александр Яковлевич Сте́блин (род. 16 мая 1948, Москва) —  советский хоккеист, советский и российский спортивный функционер, долгое время возглавлял Федерацию хоккея России и Профессиональную хоккейную лигу, Российскую хоккейную лигу.

## Биография
Воспитанник московского «Спартака». Окончил Московский областной институт физической культуры (1976).
Играл на позиции защитника в командах «Динамо» (Москва) (1966—1967), «Динамо» (Рига) (1967—1970), «Торпедо» (Подольск) (1970—1971), «Спартак» (Ташкент) (1971—1973), «Апатитстрой» (Мурманская область) (1973—1976). Победитель первенства СССР 1969—70 (вторая лига).
С 1977 по 1983 год, по окончании карьеры, работал тренером-селекционером ХК «Динамо» (Москва). В 1983 году перешёл на работу в Управление хоккея Госкомспорта СССР. Работал администратором сборной СССР. С 1987 по 1989 год начальник отдела спортивных игр Центрального совета «Динамо». С 1989 по 1997 год возглавлял ХК «Динамо» (сначала как председатель правления, затем — президент).
В 1998 году являлся генеральным менеджером сборной России по хоккею на Зимних олимпийских играх в Нагано.
С 1994 года — член комитета ИИХФ по маркетингу. С 1998 года — член Совета ИИХФ. С 2003 года — глава комитета ИИХФ по маркетингу, член Исполкома ИИХФ. До этого входил в Совет ИИХФ, возглавлял тренерский комитет ИИХФ.
Четвёртый президент Федерации хоккея России (с 30 мая 1997 года по 26 марта 2006 года, переизбирался 18 апреля 2001 года и 21 апреля 2005 года). 25 марта 2006 года подал в отставку.
Председатель Президентского совета Межнациональной хоккейной лиги в 1992 — 1994 годах, член Президентского совета МХЛ в 1992—1996 годах.
Вице-президент Российской хоккейной лиги (с 31 мая 1997 года по 30 июня 1999 года), член Совета РХЛ в 1996 — 1999 годах. 
Первый президент Профессиональной хоккейной лиги (с 30 июня 1999 года по 19 января 2006 года, переизбирался 19 декабря 2003 года).
9 февраля 2010 года избран почётным президентом Федерации хоккея России. 
С 23 апреля 2012 года по 29 июля 2015 года — президент Российской хоккейной лиги.
Член Правления Федерации хоккея России с 21 августа 2015 года (переизбран 12 апреля 2018 года). 
Полковник пограничных войск. 

## Награды и звания
- Орден Почёта (1996)[6];
- Почётное звание «Заслуженный работник физической культуры Российской Федерации» (1994)[7];
- Член Зала славы отечественного хоккея (2022)[8].